# Vojtěch Stehel
Vojtěch Stehel (* 31. ledna 1986) je český ekonom a vysokoškolský pedagog, v letech 2021 až 2024 rektor Vysoké školy technické a ekonomické v Českých Budějovicích, předtím v letech 2017 až 2020 prorektor školy. Od roku 2025 je opět prorektorem VŠTE.

## Život a kariéra
Je absolventem VŠTE, MBA studia oboru Finanční management, doplňujícího pedagogického studia pro učitele odborných předmětů a bakalářského studijního oboru Podniková ekonomika. MBA studium dokončil v roce 2018, doplňující pedagogické studium v roce 2012 a bakalářské studium v roce 2010. V letech 2009–2010 na této škole působil jako Referent pedagogické činnosti, dále pak od roku 2010 do roku 2012 jako Samostatný referent kanceláře rektora.
Na Vysoké škole finanční a správní získal po studiu v letech 2011–2013 titul Ing. Od roku 2012 do roku 2014 působil na VŠTE na pozici Odborný referent útvaru prorektora pro praxi a vnější vztahy. Od roku 2015 do roku 2016 dále působil jako Odborný referent Ekonomické laboratoře.
Jeho působení na VŠTE pokračovalo od roku 2015 postem Akademický pracovník – Ústav znalectví a oceňování a od roku 2017 je také prorektorem této školy. Mezi roky 2008–2010 byl členem Studentské komory Akademického senátu VŠTE. Mezi roky 2016 a 2017 pak byl členem Akademického senátu VŠTE – Komora akademických pracovníků. V letech 2014–2018 studoval Ekonomiku a management podniku na Žilinské univerzitě v Žilině a získal titul PhD.
V roce 2018 také zastupoval post předsedy Interní grantové agentury VŠTE, v roce 2019 byl členem Interní grantové agentury a též členem akademické rady VŠTE. V komunálních volbách v roce 2018 kandidoval jako člen ODS za uskupení „Sdružení Občanské demokratické strany a nezávislých kandidátů“ do Zastupitelstva města České Budějovice, zvolen však nebyl.
V červenci 2020 byl zvolen Akademickým senátem VŠTE v Českých Budějovicích kandidátem na funkci rektora této školy. Dne 2. prosince 2020 jej na Pražském hradě do funkce jmenoval prezident ČR Miloš Zeman, a to s účinností od 1. ledna 2021. Ve funkci tak nahradil Marka Vochozku. Post rektora zastával do konce roku 2024, kdy jej vystřídal Marek Vochozka, který se tak do funkce vrátil po čtyřleté pauze. Od ledna 2025 se stal prorektorem VŠTE a zároveň statutárním zástupcem rektora.

### Pedagogická činnost
Do pedagogické činnosti je zapojen od roku 2013; zprvu z pozice asistenta, poté z pozice odborného asistenta. Na VŠTE garantoval celkem 10 předmětů, a to Finanční řízení podniku I, Finanční řízení podniku II, Finance podniku 1, Finance podniku 2, Controlling, Organizace veřejné správy, Oceňování podniku I, Projekt Oceňování, Podniková ekonomika I a Bakalářská práce. Pro letní semestr roku 2020 byl stanoven garantem předmětu Strojové učení a neuronové sítě, jehož vznik inicioval. Je členem komisí pro státní závěrečné zkoušky a obhajoby bakalářských a diplomových prací, a také členem akademické rady VŠTE.
Na poli pedagogickém se podílel jako cvičící předmětů, zejména v bakalářském stupni studia, zaměřených na ekonomiku podniku, finanční řízení podniku, controlling a oceňování. Dále vícekrát působil jako vedoucí bakalářských prací na VŠTE. Do dalších činností VŠTE se zapojoval spoluorganizováním vědeckých konferencí, akcí pro studenty (již působením ve Studentské komoře Akademického senátu VŠTE) a akademiky či řešitelstvím různých grantových soutěží.

### Vědecká a publikační činnost
Ve své výzkumné a publikační činnosti se zaměřuje na finance podniku, využití teorie her při řízení podniku, využití neuronových sítí při hodnocení podniku, predikci vývoje podniku, průmysl 4.0, oceňování podniku či technicko-ekonomickou analýzu biotechnologií a odpadního hospodářství.. Je také autorem mnoha publikací a článků a členem redakční rady několika odborných časopisů.
Ve své činnosti se také podílí na řešení grantových projektů zaměřených zejména na stabilizaci, rozvoj a digitální transformaci malých a středních podniků. Kromě 4 externích projektů podpořených Technologickou agenturou České republiky je řešitelem výzkumných projektů a byl také předsedou Interní grantové agentury VŠTE.